# André Rouillé
Pour les articles homonymes, voir Rouillé (homonymie).
André Rouillé, né le 21 mars 1948 à Deux Rivières (Yonne) et mort le 7 mai 2025 dans le 20e arrondissement de Paris, est un universitaire français, historien et théoricien de la photographie, des images, de l'art contemporain et d'internet.
D'abord spécialiste de la réception de la photographie en France au XIXe siècle, il crée en 2002 le site internet paris-art.com, dont il est le rédacteur en chef. Le site internet traite des cultures contemporaines : art, photo, design, danse.

## Biographie
Alors qu'il est professeur de mathématiques, André Rouillé soutient en 1980 une thèse de doctorat en histoire à l'université de Besançon sous la direction de Claudette Dérozier. Sa recherche a bouleversé les façons d'appréhender la naissance de la photographie au XIXe siècle. En sortant l'invention de deux impasses : l'une, qui accrochait l'invention à l'aventure des pionniers (Nièpce, Talbot, Daguerre, etc.) ; l'autre, qui l'enfermait dans l'histoire traditionnelle de l'art.
André Rouillé a ouvert une perspective beaucoup plus féconde en montrant que la photographie était au milieu du XIXe siècle l'image dont les fonctionnements (mécaniques, chimiques, économiques, sociaux, symboliques et esthétiques) étaient en résonance avec ceux que faisait prévaloir la société industrielle et bourgeoise naissante.
La thèse de doctorat aboutira à deux publications : celle du livre L'Empire de la photographie, 1839-1870 (1982), et celle de l'anthologie de textes La Photographie en France, 1816-1871. Textes et controverses (1989).
En 1986, il devient rédacteur en chef de la revue La Recherche photographique qui paraîtra jusqu'en 1997.
Il fonde en 1989 la collection « Histoire et théorie de la photographie » aux éditions Macula et en 1992-1993 les collections « Penser la photographie » puis « Rayon photo » aux éditions Jacqueline Chambon.
Il a été maître de conférences au département « Art, esthétique et philosophie » de l'université Paris-VIII-Vincennes-Saint-Denis.

## Publications

### Ouvrages
- L'Empire de la photographie : photographie et pouvoir bourgeois 1839-1870, préfacé par Jean-Claude Lemagny, Le Sycomore, 1982.
- Le Corps et son image : photographies du dix-neuvième siècle, Contrejour, 1986.
- (dir. avec Jean-Claude Lemagny) Histoire de la photographie, Larousse-Bordas, 1986.
- (avec François Robichon) Jean-Charles Langlois. La photographie, la peinture, la guerre. Correspondance inédite de Crimée. 1855-1856, Nîmes, Jacqueline Chambon, 1992.
- Correspondance de Nadar, t. 1, 1820-1851, Nîmes, Jacqueline Chambon, 1999.
- La photographie en France : textes & controverses, une anthologie, 1816-1871, Paris, Macula, coll. « Histoire et théorie de la photographie », 1989 (ISBN 2-86589-021-X).
- La Photographie, entre document et art contemporain, coll. « Folio Essais », Gallimard, 2005.
- La Photo-numérique. Une force néolibérale, Éditions L'Échappée, 2020.

### Revue
- La revue La Recherche photographique, produite par la Maison européenne de la photographie (Ville de Paris) est parue de 1986 et 1997.